# Bitwa pod Waterloo
Bitwa pod Waterloo – starcie zbrojne, do którego doszło 18 czerwca 1815 roku i było ostatnią bitwą Napoleona Bonaparte. Były cesarz Francuzów powrócił niespodziewanie z wygnania na Elbie i objął rządy na okres 100 dni. W krótkim czasie zebrał ponad 100-tysięczną armię, z którą ruszył w kierunku Brukseli, gdzie stały nierozwiązane jeszcze armie VI koalicji: angielska Wellingtona i pruska Blüchera. Po dwóch zwycięskich starciach 16 czerwca pod Quatre Bras i Ligny Napoleon stanął oko w oko z Wellingtonem pod Waterloo. Zwycięska początkowo bitwa po nadejściu armii Blüchera przemieniła się w klęskę, a armia francuska przestała istnieć. Napoleon musiał ponownie abdykować w dniu 22 czerwca.
Bitwa, jedna z najważniejszych bitew w dziejach świata, legła u podstaw nowego porządku, który na podstawie postanowień kongresu wiedeńskiego miał panować w Europie przez całe następne stulecie.

## Tło bitwy

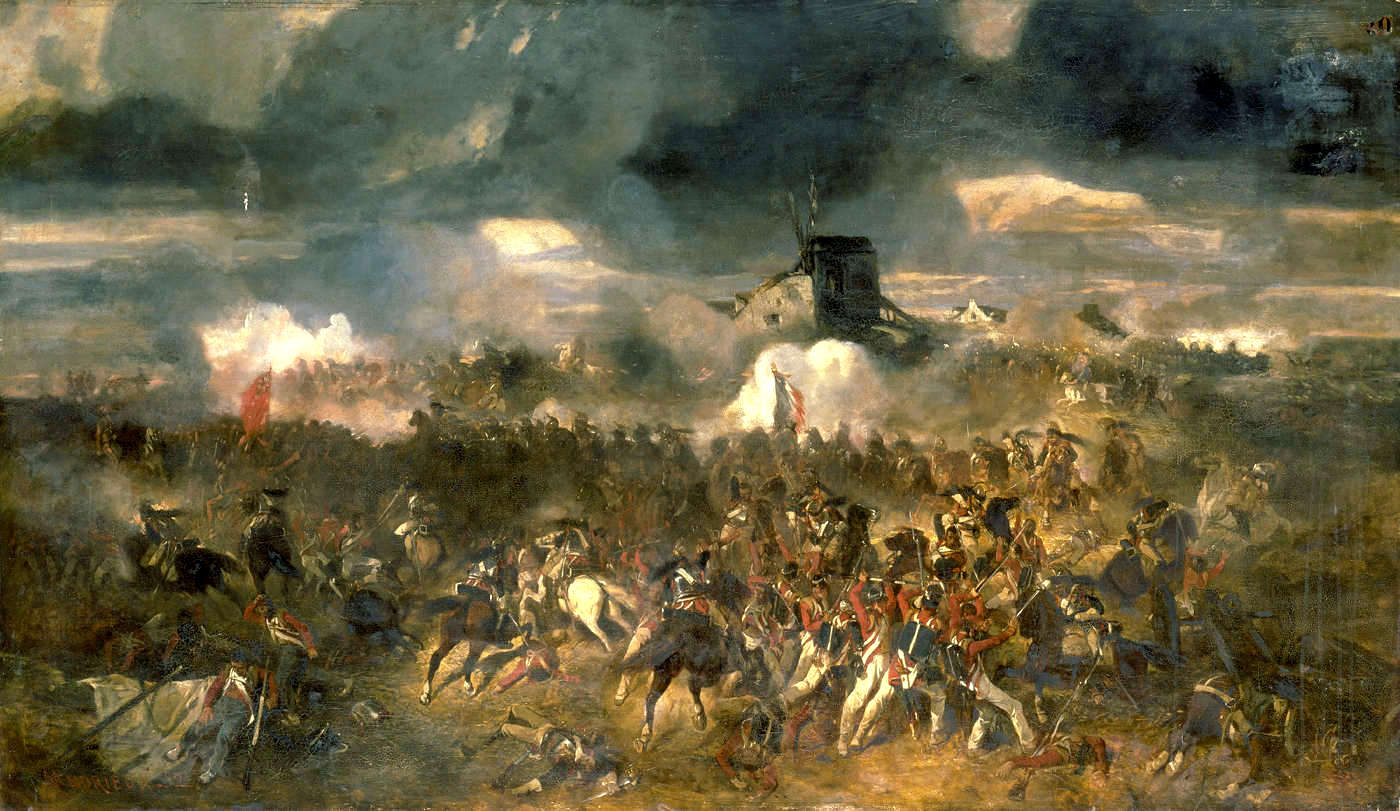
Walka o farmę

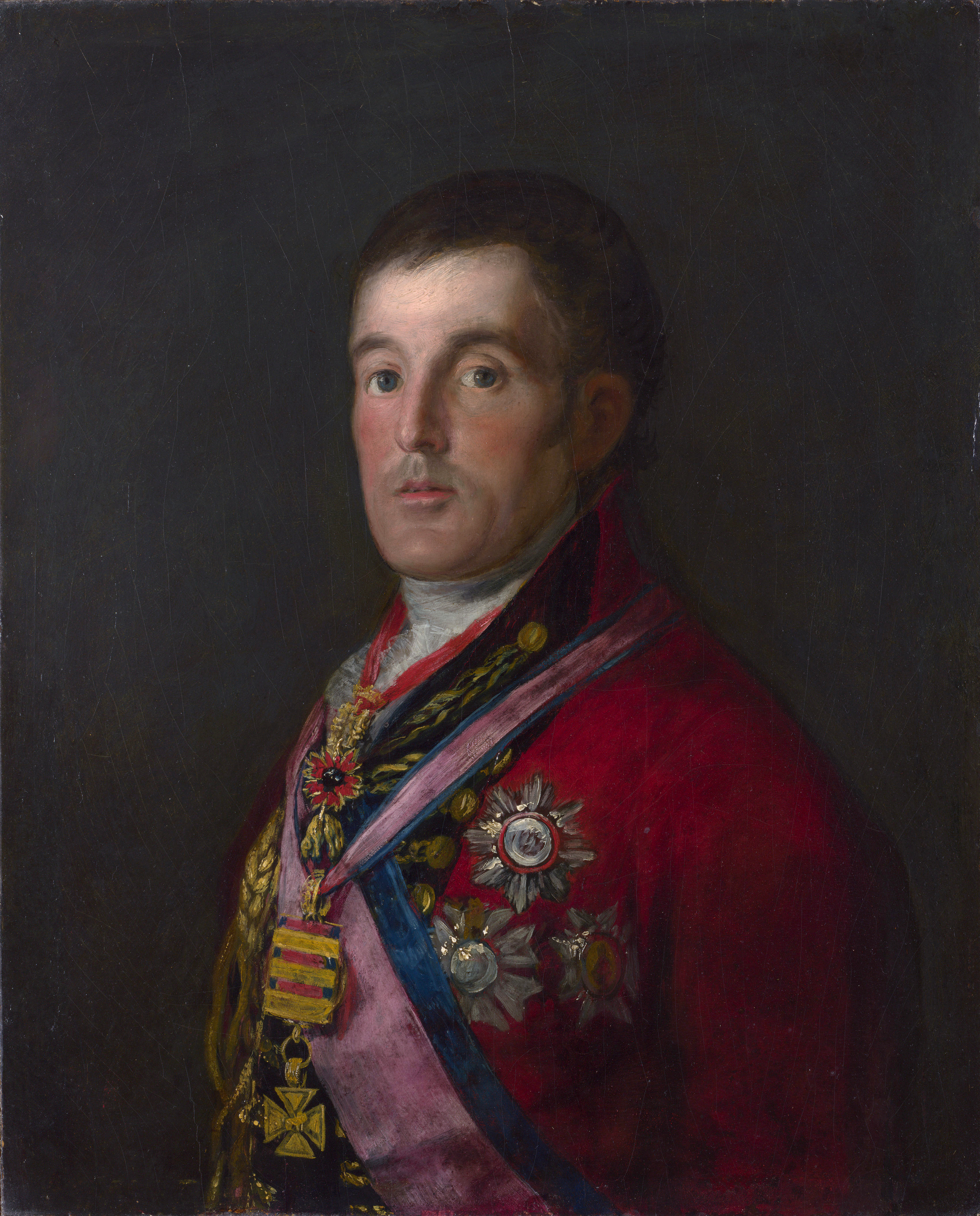
Wellington, mal. F.Goya

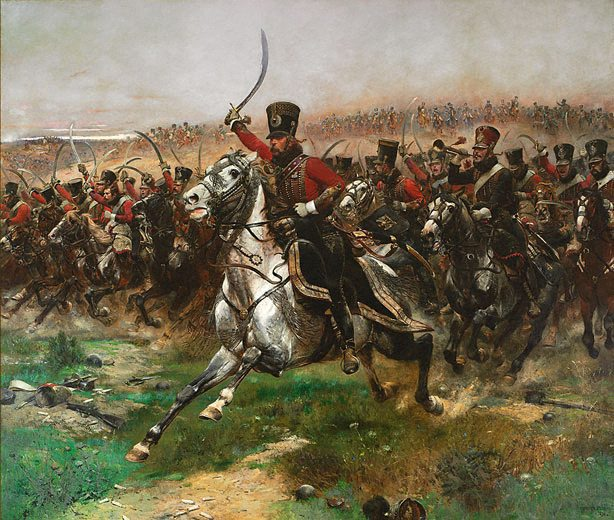
Vive L’Empereur!

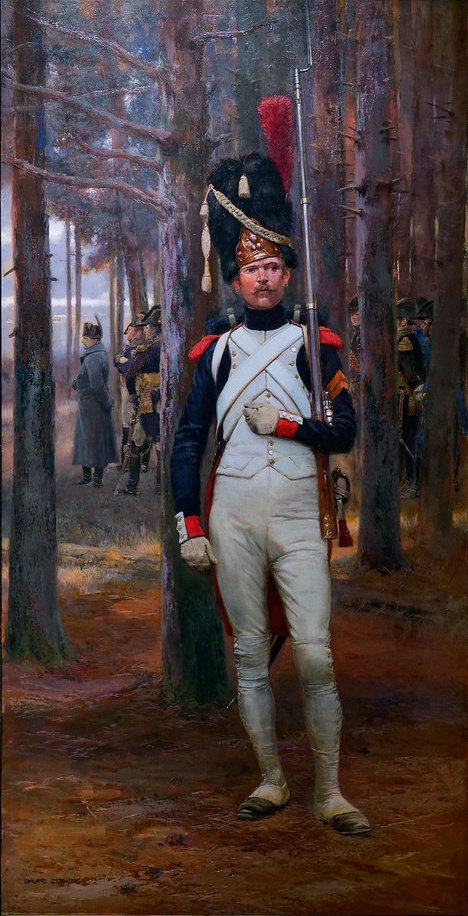
Grenadier Starej Gwardii

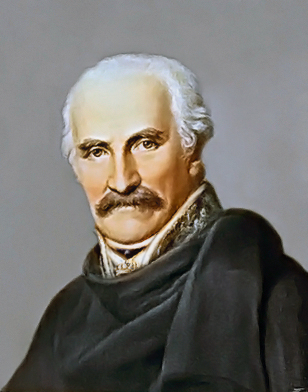
Gebhard von Blücher

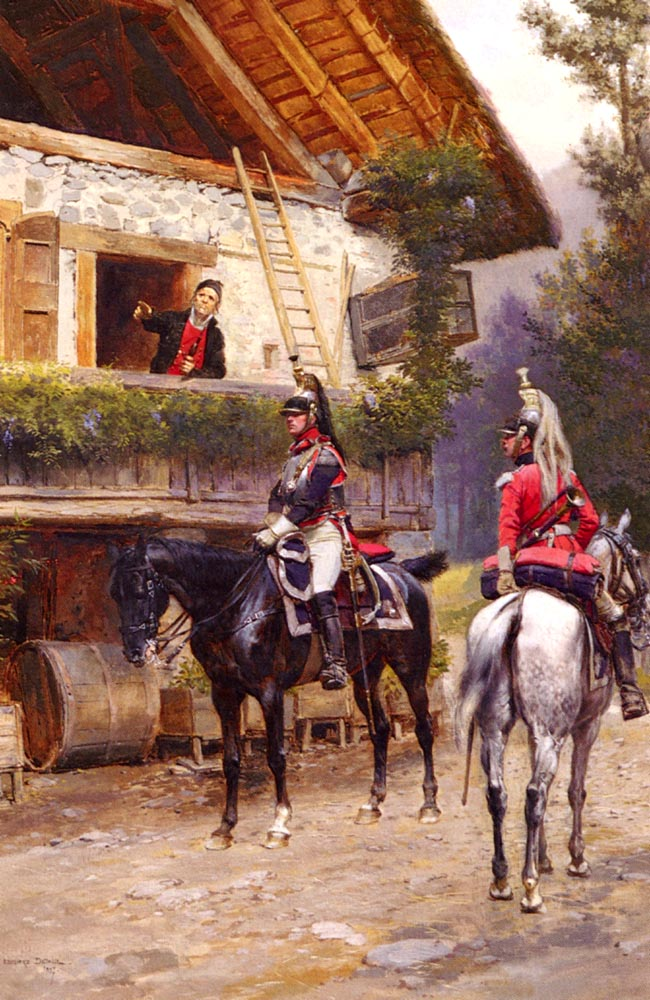
Kirasjerzy francuscy

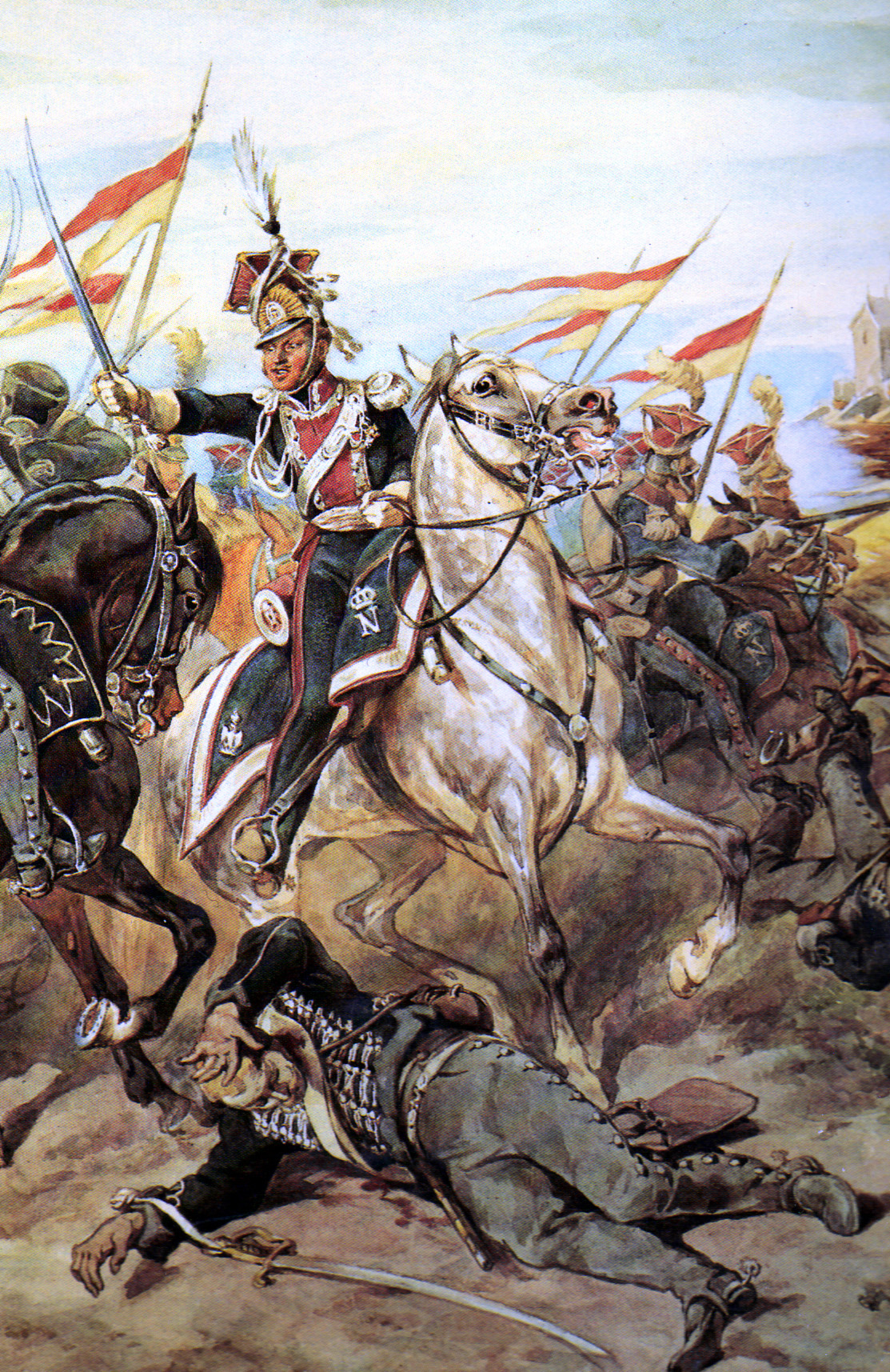
Bitwa szwoleżerów z huzarami pruskimi

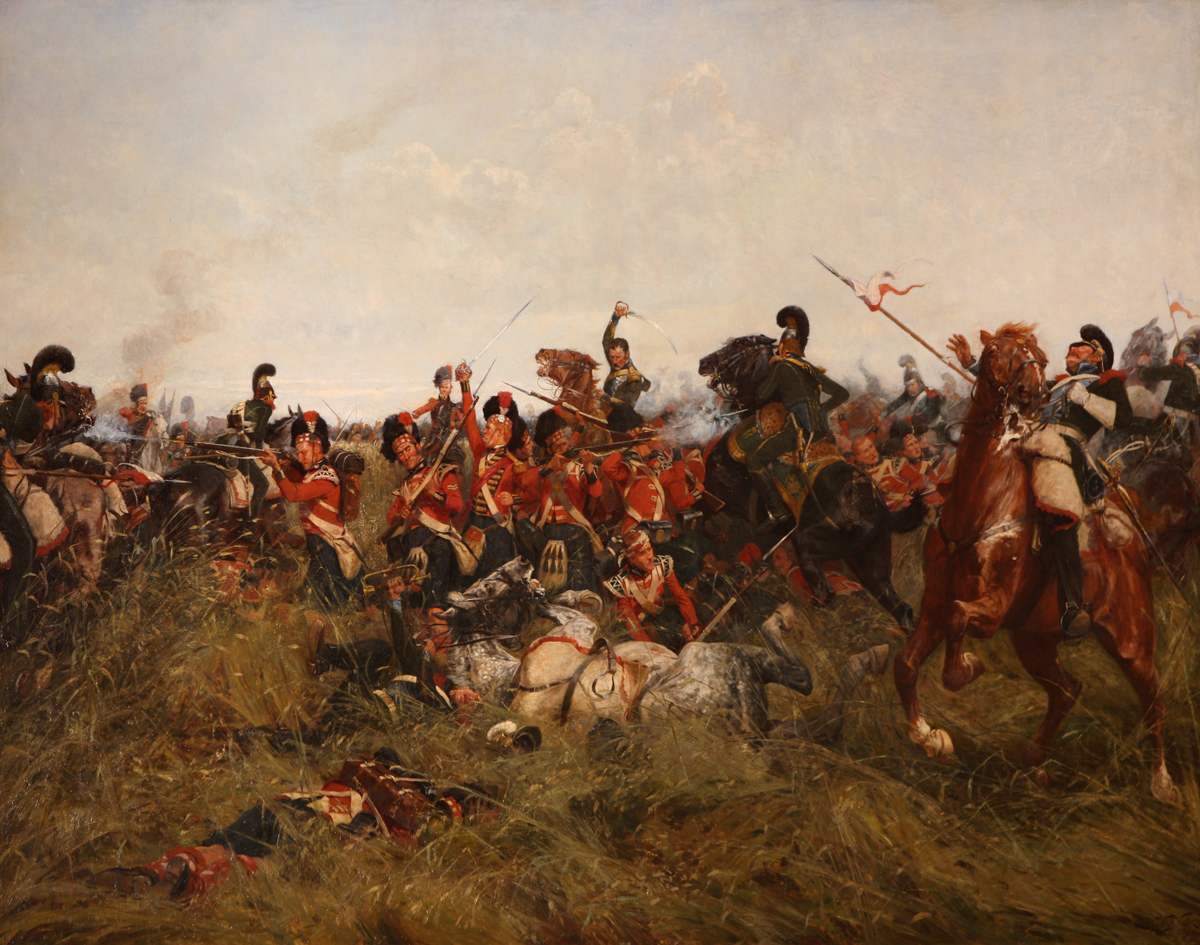
Szkocki pułk w obronie

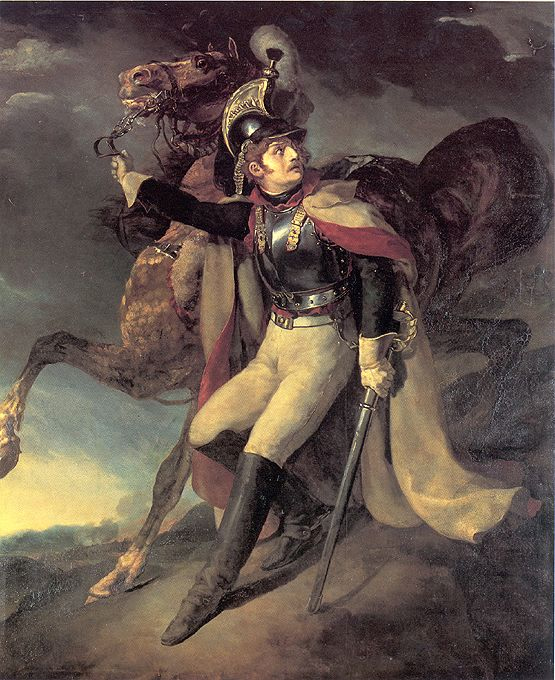
Ranny kirasjer, mal. Gericault

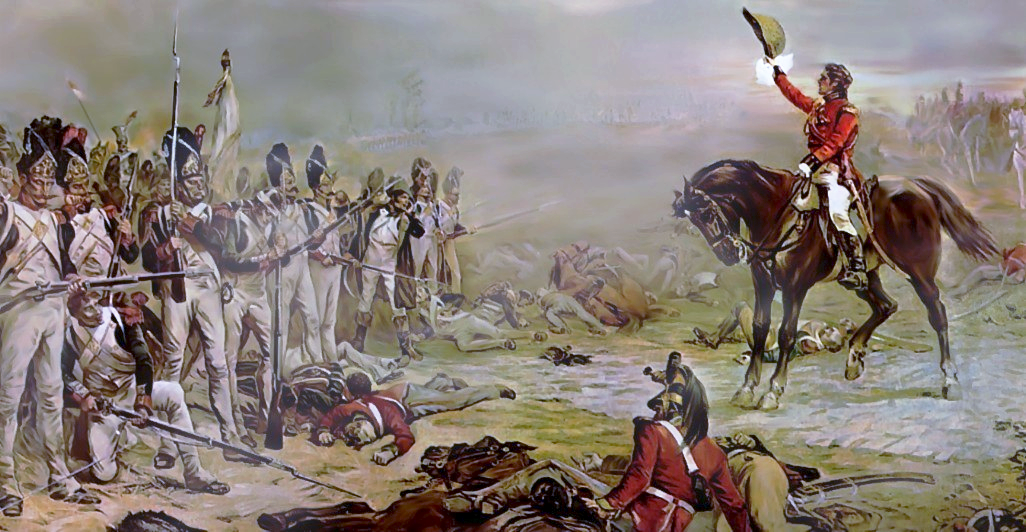
Ostatnie wezwanie do poddania się

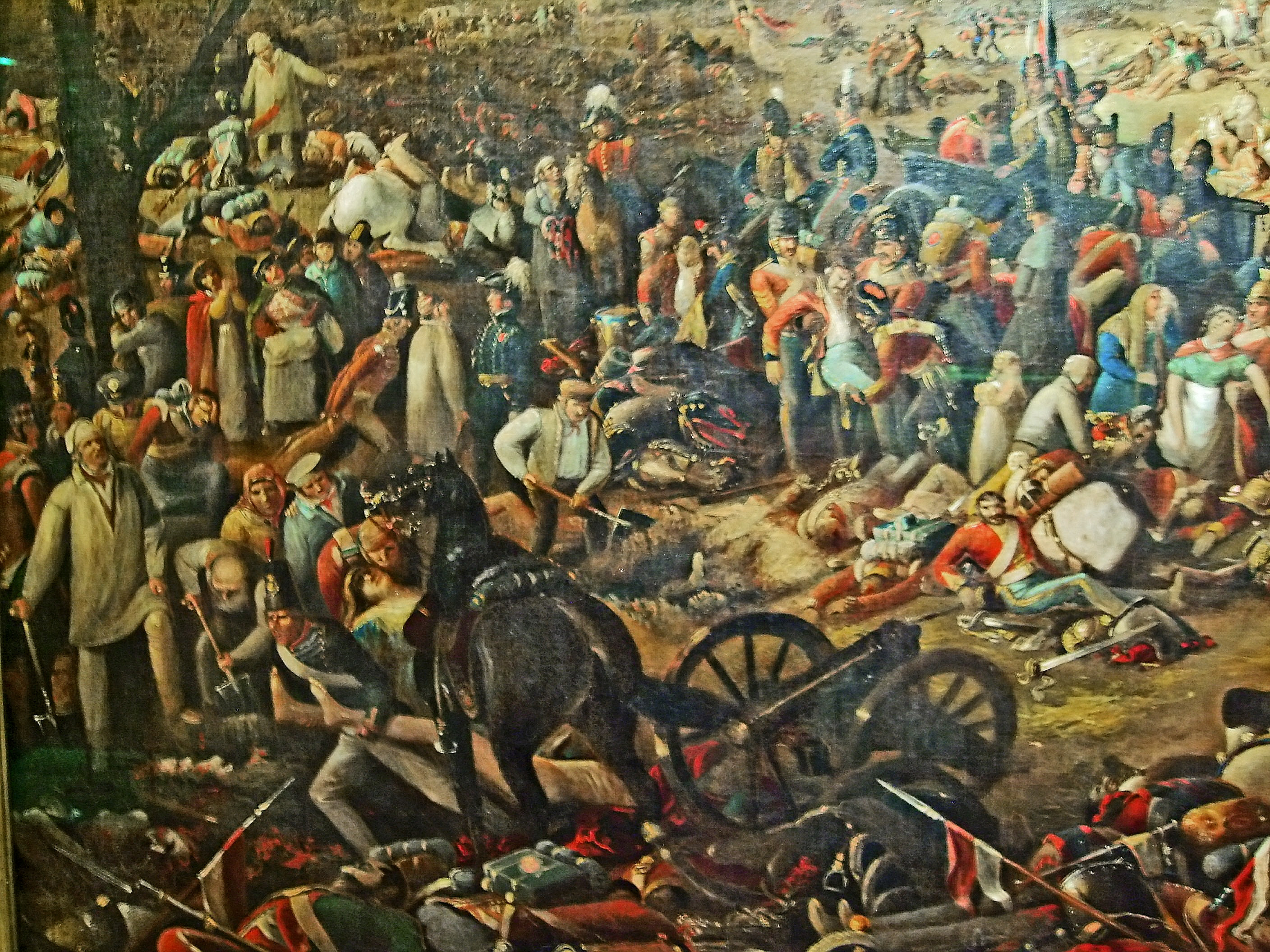
Po bitwie

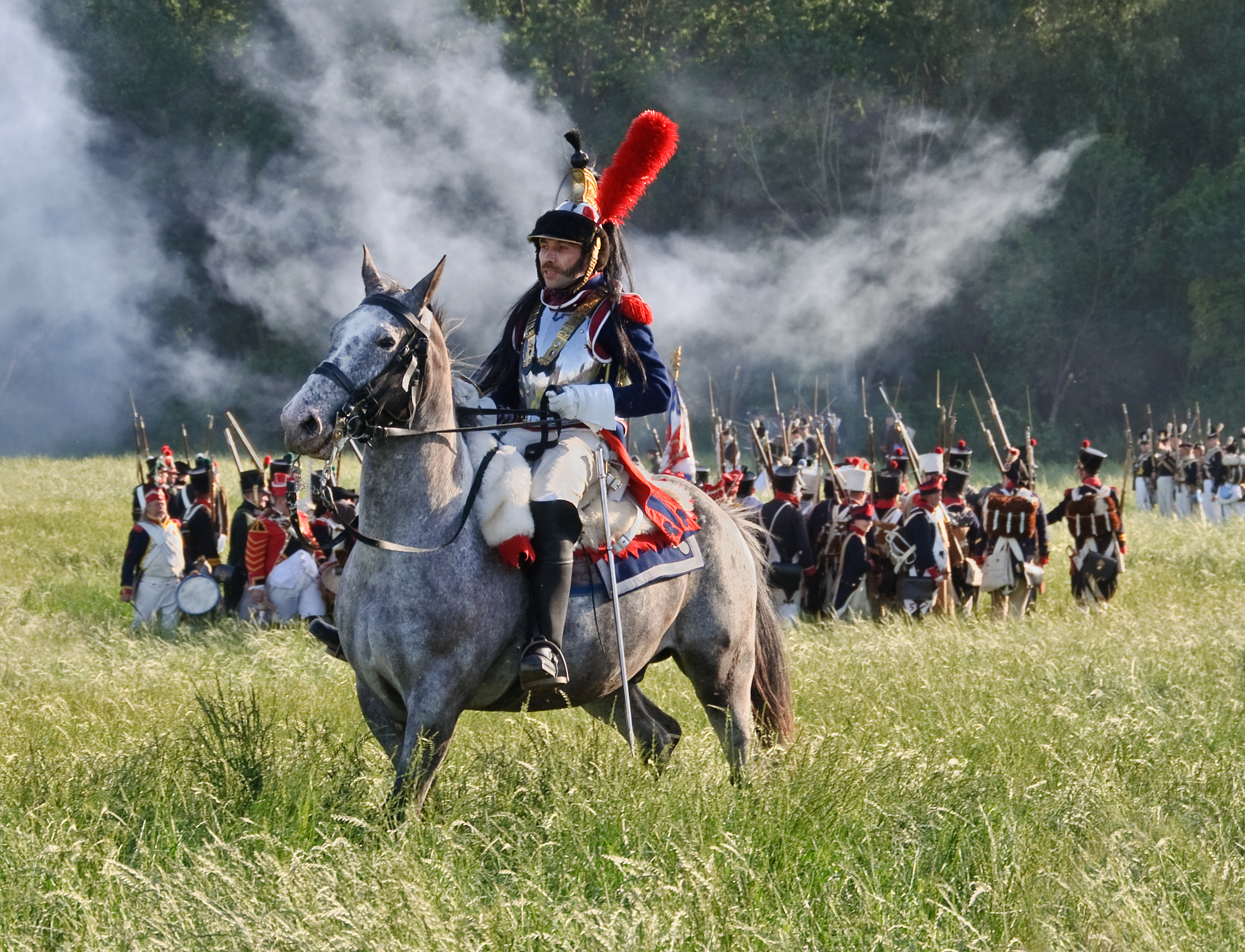
Kirasjerzy Napoleona podczas rekonstrukcji bitwy w rocznicę jej stoczenia w 2011

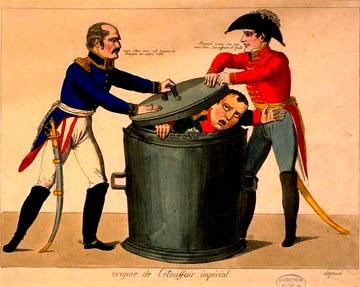
Blücher, Wellington i klęska Napoleona – karykatura z 1815 r.

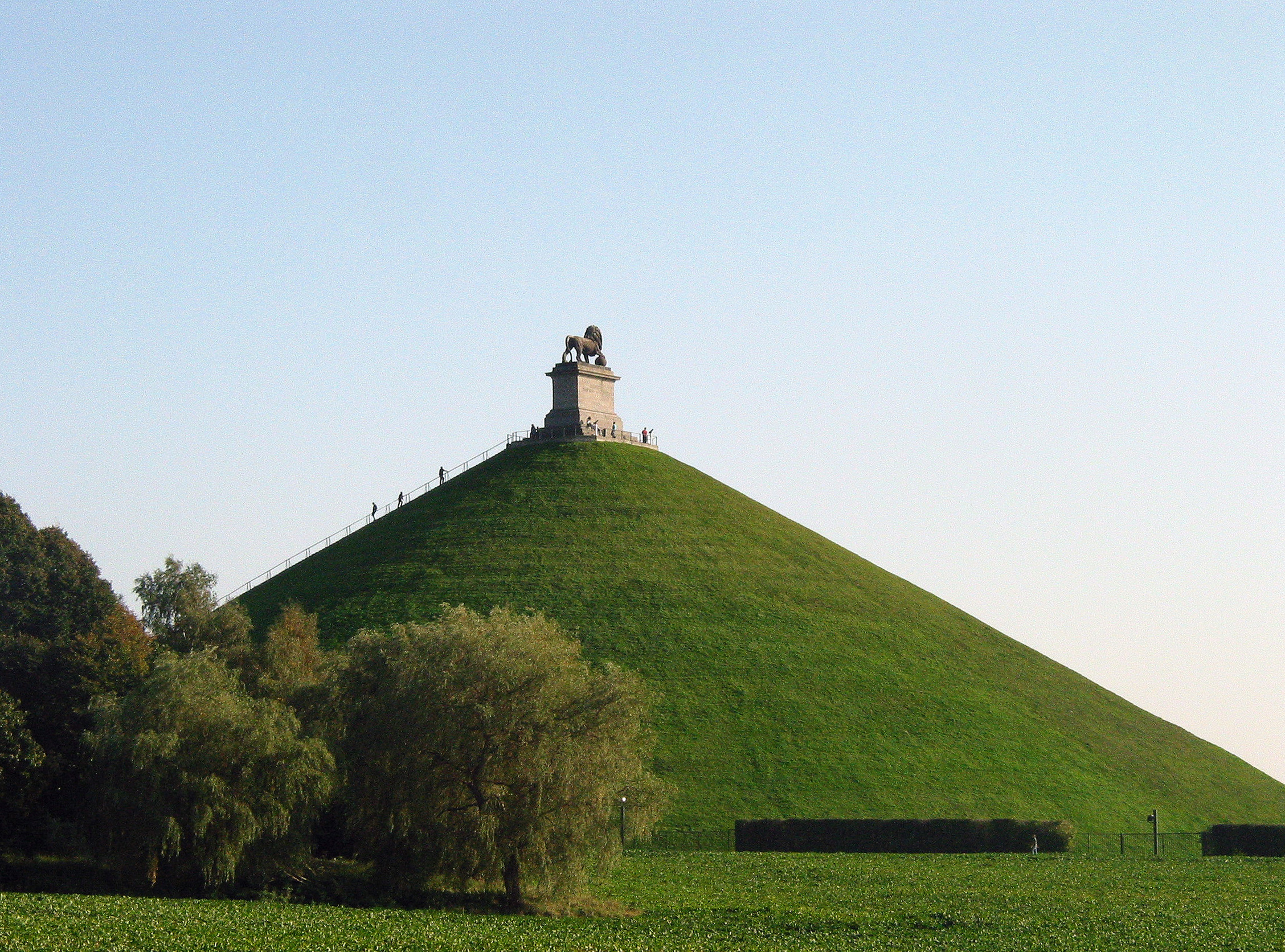
Kopiec Lwa upamiętniający pole bitwy

Wieczorem 16 czerwca, po bitwie pod Quatre Bras, stojący wobec korpusu marszałka Neya Wellington oczekiwał informacji o wyniku starcia pod Ligny, ale kuriera od Blüchera nie było. Wódz angielski wysłał więc na zwiady huzarów, jednak ci nie natrafili na Prusaków, mimo że otarli się o forpoczty francuskie pod Namur. Wellington nie wiedział, gdzie jest sprzymierzeniec, ale podejrzewał, że przegrał bitwę. Wynikało z tego, że ma przed sobą nie tylko niewielki korpus Neya, ale główne siły armii francuskiej.
Goniec od Blüchera dotarł do Wellingtona nad ranem 17 czerwca. Prusak pisał w liście, że poniósł porażkę, ale bagatelizował jej rozmiary i obiecywał dołączyć przynajmniej jednym korpusem następnego dnia koło południa. Brytyjski wódz nie uwierzył. Przypuszczał, że armia pruska została rozbita i że w tej sytuacji nie ma szans na utrzymanie dotychczasowych pozycji. O godz. 7.30 rano zarządził odwrót. Bał się, że tu – pod Quatre Bras – jego wojska mogą łatwo zostać okrążone i zniszczone. Na jego szczęście Ney nie zauważył odwrotu armii angielskiej i nie przedsięwziął niczego, by temu przeszkodzić, a podjęty przezeń po godz. 16 atak na Quatre Bras trafił w próżnię.
Po południu nastąpiło załamanie pogody: zerwał się silny wiatr, zaczął padać ulewny deszcz. Mimo to Francuzom udało się dogonić Anglików pod Genappe, w chwili forsowania Dijle. Doszło do potyczki kawaleryjskiej, ale nie przeszkodziło to Brytyjczykom w przeprawie i cała ich armia znalazła się bezpiecznie na północnym brzegu rzeki. Za Genappe Henry William Paget, późniejszy lord Uxbridge, powstrzymał marsz kawalerii, by mogła osłonić dalszy odwrót piechoty. W ten sposób piechota bezpiecznie minęła wioskę La Belle Alliance i zajęła pozycje w pobliżu zameczku Hougoumount i farmy La Haye Sainte niedaleko miasteczka Waterloo. Gdy to nastąpiło, Uxbridge oderwał się od nieprzyjaciela i stanął z jazdą za piechotą.
Armia francuska dotarła wieczorem w okolice farmy Rossomme. Napoleon był zadowolony, że Anglicy gotują się do bitwy. Gdy zorientował się w dodatku, że przeciwnik ma tylko jedną drogę odwrotu przez gęsty las, nabrał przekonania, że łatwo pokona osamotnionego Wellingtona. Cesarz był pewien, że wysłany w pościg za Blücherem 35-tysięczny korpus Grouchy’ego uniemożliwi armii pruskiej szybkie otrząśnięcie się z przegranej i zapobiegnie połączeniu obu armii. A deszcz padał całą noc bez przerwy.

## Zestawienie sił

### Brytyjczycy
Gdy o 6 rano ustała nocna ulewa, armia angielska zaczęła zajmować wyznaczone pozycje. Wellington z góry odrzucił możliwość obejścia jego flanki przez Francuzów od wschodu, przez tzw. Las Paryski, w związku z czym gros swych sił skoncentrował na zachód od szosy wiodącej do Brukseli. Prawym skrzydłem dowodził lord Hill, centrum młody książę Orański, a lewym skrzydłem gen. Picton.
Wellington ustawił wojska na grzbiecie niewysokiego wzgórza na południe od wioski Mont Saint Jean. Prawe skrzydło opierało się o zabudowania Hougoumont, centrum o farmę La Haye Sainte, zaś lewe skrzydło miało liczyć na nadejście „co najmniej jednego” korpusu pruskiego. Teren od wschodu ograniczony był gęstym lasem, który teoretycznie uniemożliwiał Francuzom oskrzydlenie. Najsłabszym punktem, z czego Wellington zdawał sobie sprawę, była jedyna droga odwrotu w stronę Brukseli. W razie przegranej rosnący po obu jej stronach las przyczyniłby się do całkowitego zniszczenia angielskiej armii.
Szyk lewego skrzydła armii brytyjskiej otwierały brygady kawalerii lekkiej generałów Vandelura i Viviana. Na południe od nich, na przedpolu, stanęła brygada Karola-Augusta, księcia Sachsen-Weimar, licząca 1200 żołnierzy. W centrum lewego skrzydła, tuż obok kawalerii lekkiej, stanęły hanowerskie brygady pułkowników von Winckego i Besta, liczące razem 4500 ludzi. Dalej stanęła szkocka brygada gen. Packa, licząca 2275 znakomicie wyszkolonych, bitnych żołnierzy. Na lewo od Szkotów znalazła się holenderska brygada gen. Bylandta w sile 2300 ludzi. Obok stały brygady gen. Kempta i gen. Lamberta. Odwodem lewego skrzydła była, licząca 1183 szable, brygada ciężkich dragonów gen. Ponsonby’ego (tzw. Union Brigade, składająca się z jednego regimentu angielskiego, jednego szkockiego i jednego irlandzkiego. Była to jedna z lepszych jednostek jazdy brytyjskiej).
W centrum, na niewielkiej przestrzeni, Wellington skoncentrował 8 brygad piechoty i 7 brygad kawalerii. Przed pozycjami sił głównych znajdowała się farma La Haye Sainte. Budynki zostały obsadzone przez dwa bataliony lekkiej piechoty Królewskiego Legionu Niemieckiego (KGL), 365 ludzi pod dowództwem majora Baringa. W pierwszej linii stanęło pięć brygad piechoty. Obok brygady Lamberta resztki brygady KGL płk. Omptedy (880 ludzi), a za nią brygada hanowerska gen. Kielmannsegga (2000). Dalej stała brygada gen. Halketta (2320) oraz dywizja gwardii królewskiej gen. Cooka (4127).
Za siłami centrum Wellington zgromadził odwody. Zaraz za oddziałem Omptedy stanęła konna 1 Brygada Gwardii Królewskiej lorda Somerseta, licząca 1220 szabel najlepsza jednostka kawalerii w armii angielskiej. Za ciężką kawalerią książę ustawił trzy brygady niderlandzkiej lekkiej jazdy i jedną brygadę angielską. W sumie ponad 4000 szabel. Trochę dalej na prawo stanęły kolejne dwie brygady lekkiej jazdy (angielska gen. Granta i niemiecka gen. Dörnberga, liczące razem 2706 ludzi). Odwody centrum uzupełniały trzy brygady piechoty.
Prawe skrzydło było nieco cofnięte. Głównym zadaniem lorda Hilla było uniemożliwienie Francuzom obejścia pozycji angielskich od zachodu. Główny ciężar obrony prawego skrzydła przypadł brygadzie strzelców gen. Adama (2700) i brygadzie piechoty gen. Mitchella (1761). Szyk zamykała niderlandzka brygada gen. Chasse’go. W odwodzie lord Hill zostawił hanowerską brygadę płk. Halketta, brygadę KGL płk. Du Plata i resztki korpusu brunszwickiego, który po stratach odniesionych pod Quatre Bras nie nadawał się do samodzielnego działania.
Artyleria piesza i część artylerii konnej zostały rozmieszczone na całej linii między brygadami piechoty. Były to w większości działa sześcio- i dziewięciofuntowe oraz pewna liczba 5,5-calowych haubic. Pięć baterii artylerii konnej i baterię rakietników konnych Wellington pozostawił w odwodzie.
Łącznie Wellington miał pod bronią około 80 000 ludzi.

### Francuzi
Armia francuska nadciągnęła od południa i rozwinęła się w odległości kilometra od farmy La Haye Sainte na wysokości zabudowań La Belle Alliance. Przed nią rozpościerała się otwarta, wznosząca się ku wzgórzom przestrzeń.
Na zachód od farmy w pierwszej linii stał II Korpus Reille’a. Lewą flankę osłaniała dywizja lekkiej jazdy gen. Pirégo, w skład której wchodziły dwa pułki strzelców konnych i dwa pułki lansjerów. Przy lekkiej jeździe stała 6. dywizja piechoty księcia Hieronima Bonaparte, obok niej 9. dywizja piechoty gen. Foya, a przy samej farmie 5. dywizja piechoty gen. Bachelu. Każda z trzech dywizji piechoty II Korpusu składała się z trzech pułków piechoty liniowej i jednego pułku piechoty lekkiej.
W odwodzie lewego skrzydła znalazły się dwie grupy kawalerii: liczący ponad 3500 szabel III Korpus ciężkiej jazdy gen. Kellermanna (4 pułki kirasjerów, 2 dragonów i 2 karabinierów oraz 2 baterie artylerii konnej). Drugą grupę stanowiła dywizja gwardii konnej pod dowództwem gen. Guyota, w skład której wchodzili dragoni, karabinierzy i żandarmi wyborczy. Razem 1519 szabel w 13 szwadronach.
Na prawo od La Belle Alliance miał swoje pozycje I Korpus d’Erlona. Pierwsza w szyku była 1 dywizja piechoty gen. Allixa (2 pułki lekkie i 2 pułki piechoty), obok której stanęła 2 dywizja gen. Donzelota (pułk lekki i 3 pułki piechoty). Dalej stały dwie czteropułkowe dywizje piechoty gen. Marcogneta i Durutte’a. Szyk prawego skrzydła zamykała dywizja lekkiej jazdy gen. Jacquinota, która składała się z 2 pułków lansjerów, pułku huzarów i pułku strzelców konnych.
Odwodem prawego skrzydła był IV Korpus ciężkiej kawalerii gen. Milhauda (8 pułków kirasjerów i 2 baterie artylerii konnej w łącznej sile ponad 2600 szabel i 16 dział) oraz 2 pułki lekkiej jazdy gwardii gen. Lefebvre’a-Desnouettes’a. Oba lekkie pułki liczyły w sumie 1971 szabel, a w skład jednego z nich wchodził szwadron szwoleżerów-lansjerów polskich.
W drugiej linii, 600 metrów na południe od farmy La Belle Alliance, stał VI korpus gen. Lobau (czteropułkowa dywizja gen. Simmera i dywizja gen. Jeanina złożona z pułku piechoty lekkiej i dwóch pułków piechoty liniowej). Na prawo od drogi stała dywizja lekkiej jazdy gen. Domona (trzy pułki strzelców konnych) i dywizja lekkiej jazdy gen. Subervie (dwa pułki lansjerów i pułk strzelców konnych).
Jeszcze dalej na południe stały piesze pułki Starej Gwardii. Byli to weterani wszystkich napoleońskich wojen. Gwardia piesza składała się z czteropułkowej dywizji grenadierów gen. Frianta, czterech pułków strzeleckich i dywizji lekkiej (dwa pułki tyralierów i dwa pułki woltyżerów). Wsparcie ogniowe gwardzistom zapewniało 9 baterii artylerii pieszej i 4 baterie artylerii konnej. Gwardia piesza liczyła 10 000, a ogółem siły cesarskie liczyły około 90 000 żołnierzy.

## Przebieg bitwy

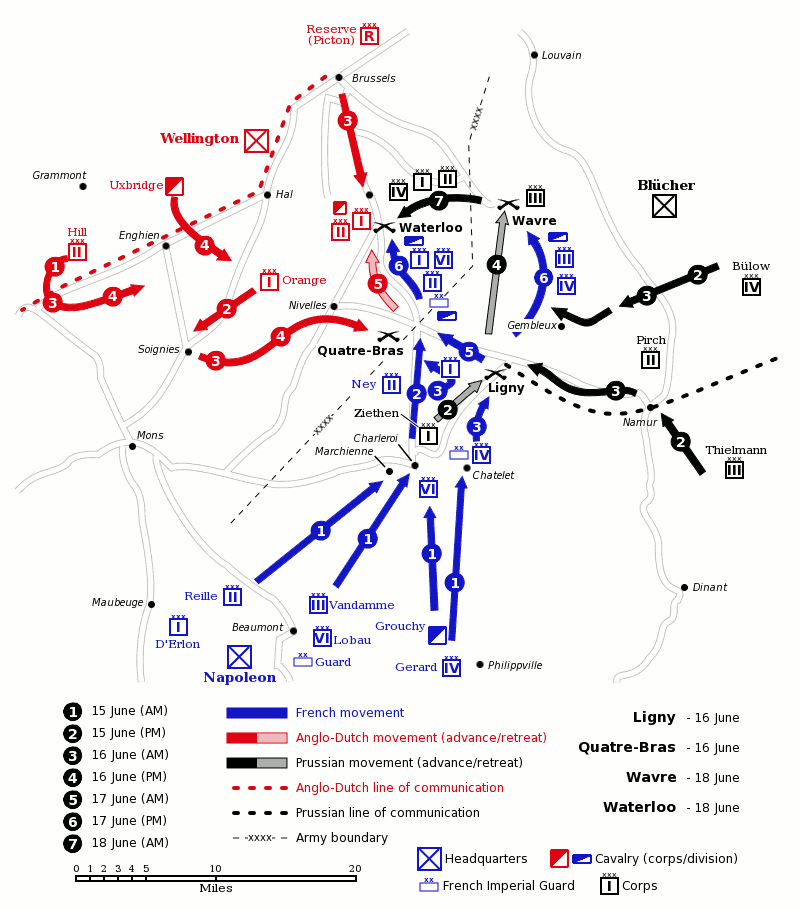
Droga do bitwy pod Waterloo oraz poprzednie bitwy kampanii

Napoleon nie uderzył od razu. Czekał, by choć trochę wysechł nasiąknięty wodą, grząski grunt. Bitwa rozpoczęła się więc dopiero o godzinie 11.30 ostrzałem artyleryjskim prawego skrzydła Brytyjczyków. Francuskie pociski orały bruzdy w nieprzyjacielskich kolumnach, szczególnie w wystawionej na ostrzał brygadzie Bylandta, ale efekt był daleki od spodziewanego, bowiem wiele pocisków grzęzło w błocie.

### Walki o Hougoumont
Pierwsza do ataku ruszyła 6. dywizja piechoty Hieronima Bonapartego z 1. pułkiem piechoty lekkiej na czele. Zadaniem Hieronima było zajęcie farmy Hougoumont, budowli niewielkiej, ale solidnie zbudowanej, otoczonej nadto wysokim murem.
Napoleon planował, żeby to uderzenie było tylko dywersją. Liczył, że Wellington usunie ze skrzydła część ludzi do obrony zamku. Tak się jednak nie stało i farma szybko stała się miejscem wielogodzinnych starć.
Kolumny francuskiej piechoty liniowej ruszyły z podstaw natarcia i wkrótce znalazły się w ogniu brytyjskich baterii. Ponosząc spore straty parły jednak naprzód. Tyraliery pułku lekkiego dotarły tymczasem na skraj zagajnika otaczającego Hougoumont. Francuzi łatwo uporali się z wysuniętymi na przedpole forpocztami hanowerskimi i rozpoczęli szturm zabudowań. Gen. Byng wysłał na pomoc obrońcom farmy kompanie lekkie swojego pułku gwardii królewskiej. Kontratak gwardzistów zatrzymał, a po zaciekłej walce na bagnety odrzucił pułk lekki na otwartą przestrzeń, gdzie Francuzi dostali się pod gwałtowny ogień angielskich dział.
Po krótkiej chwili do ataku ruszyła także dywizja gen. Foya, której celem był zagajnik i zabudowania gospodarcze. Mimo zaciekłego oporu kompanii gwardii brytyjskiej Francuzi, posiadający znaczną przewagę liczebną, opanowali otaczający Hougoumont lasek. Podpułkownik James Macdonell zebrał wszystkich żywych obrońców i zamknął się za murami.
W tym momencie rozpoczęła się walka o bramę farmy po północnej stronie zabudowań. W końcu, mimo że Francuzom udało się wyważyć bramę, atak został odparty, a Hieronim i Foy wycofali się na pozycje wyjściowe. Nieudana próba opanowania Hougoumont była pierwszym niepowodzeniem Francuzów w tej bitwie.

### Uderzenie na prawym skrzydle i w centrum
Tymczasem rozpoczął się ciężki ostrzał pozycji brytyjskich po wschodniej stronie szosy brukselskiej. Pod osłoną ognia 72 dział „wielkiej baterii” d’Erlona marszałek Ney szykował potężne natarcie na oddziały gen. Pictona. Zanim rozpoczął się ten atak, Napoleonowi doniesiono o widocznej na wschodzie kurzawie. Niewątpliwie od Wavre, gdzie powinien znajdować się marsz. Grouchy, nadciągała kolumna wojsk. Wkrótce udało się schwytać pruskiego huzara, wiozącego list do Wellingtona. Zeznał on, że należy do awangardy korpusu Bülowa. Prusacy byli bardzo blisko. Napoleon natychmiast pchnął do Grouchy’ego gońca z rozkazem natychmiastowego marszu pod Waterloo. Cesarz nie wiedział, że rozkaz zostanie dostarczony dopiero po sześciu godzinach, a Grouchy, walczący z III Korpusem pruskim, nie będzie mógł przybyć.
O godz. 13.30 I Korpus ruszył do ataku. Nacierało 48 batalionów. Korpus uformowany był skośnie w stosunku do frontu przeciwnika, pierwsza maszerowała dywizja gen. Allixa. Pomiędzy maszerującymi batalionami uwijał się marsz. Ney, który osobiście prowadził oddziały. Miał przełamać obronę ugrupowania gen. Pictona, zdobyć Mont Saint Jean i zablokować reszcie armii brytyjskiej drogę ucieczki.
Pierwsza do akcji ruszyła dywizja Durutte’a, która z rejonu farmy Papelotte wyparła oddziały sasko-weimarskie. Jednocześnie dywizja Allixa i część dywizji Donzelota uderzyły na La Haye Sainte. Farma, broniona przez 365 ludzi mjr Baringa, okazała się trudna do zdobycia. Jedna z brygad Donzelota dostała się pod celny ogień dwóch kompanii brytyjskiego 95. pułku strzelców i rozpoczęła bezładny odwrót, ale dywizja Allixa powoli, systematycznie spychała broniący przedpola farmy batalion lekki KGL, a w końcu zaatakowała zabudowania od zachodu, jednak wszystkie szturmy zostały odparte.
Tymczasem 3. dywizja piechoty gen. Marcogneta starła się z brygadą gen. Bylandta, która – nie stawiając niemal żadnego oporu – zaczęła cofać się w kierunku Mont Saint Jean. Z wielkim trudem Bylandt zdołał zebrać garstkę ludzi i załatać wyrwę w angielskim ugrupowaniu. W czasie gdy brygada Bylandta wracała na miejsce, Francuzi natarli na brygady Kempta i Packa. Obie jednostki poniosły 16 czerwca pod Quatre Bras spore straty, ale były to jedne z najlepszych oddziałów Wellingtona, wytrzymały impet francuskiego natarcia i same przeszły do kontrataku. Kontrnatarcie poprowadził osobiście gen. Picton, ale zginął. Brytyjczycy mimo utraty dowódcy utrzymali swoje pozycje, a dowództwo nad całym lewym skrzydłem objął Kempt.
Marsz. Ney miał nadzieję, że natarcie na mocno skrwawionych już Brytyjczyków wkrótce zakończy się sukcesem i – by sukces ten przyspieszyć – wysłał 4 pułki kirasjerów z dywizji gen. Wathiera, które miały ostatecznie przełamać obronę w rejon farmy La Haye Sainte. Sytuacja w brytyjskim centrum stawała się coraz trudniejsza.

### Szarże kawalerii
Lord Uxbridge postanowił wysłać na pomoc walczącej piechocie dwie brygady swojej ciężkiej jazdy: Household lorda Somerseta i Union gen. Ponsonby’ego (ta ostatnia wsparta pułkiem „Scots Grey). Szarża miała odeprzeć francuskich kirasjerów od farmy La Haye Sainte, a w razie powodzenia być kontynuowana przeciw francuskiej piechocie walczącej ze Szkotami.
Pierwsza ruszyła brygada Somerseta i w chwili, gdy angielska jazda weszła w lukę między brygadami Omptedy i Kielmannsegge’a, dywizja kirasjerów Wathiera obeszła właśnie farmę La Haye Sainte, wystawiając swoją flankę na atak dragonów Somerseta. Francuzi nie wytrzymali potężnego uderzenia i w krótkim czasie zostali zepchnięci w kierunku szosy brukselskiej. Tutaj kirasjerzy próbowali jeszcze obrócić się frontem do szarżujących dragonów, ale nie zdołali powstrzymać rozpędzonych Anglików i rzucili się do ucieczki, ponosząc przy tym ciężkie straty.
Po odrzuceniu dywizji gen. Wathiera przez dragonów Somerseta, na wschód od farmy Mont Saint Jean do boju weszła brygada gen. Ponsonby’ego. Szybkie i zdecydowane uderzenie zaskoczyło piechotę I Korpusu d’Erlona, a impet natarcia był tak duży, że trzy dywizje (Allixa, Donzelota i Marcogneta) zostały całkowicie rozbite. Obie brygady brytyjskie kontynuowały w pełnym galopie szarżę w kierunku pozycji francuskiej artylerii.
Na drodze pędzącym po zachodniej stronie szosy brukselskiej regimentom jazdy stanęła dywizja gen. Bachelu. Jego żołnierze mieli więcej czasu, w porę utworzyli czworoboki i zdołali odeprzeć atak dragonów, zaś kontrnatarcie świeżych formacji kirasjerów spowodowało odrzucenie Brytyjczyków, którzy ponieśli straty sięgające 40% stanów.
W tym samym czasie po drugiej stronie szosy inne pułki ciężkiej jazdy dotarły do „wielkiej baterii” i poczęły wycinać kanonierów. Siła tego ataku nie była jednak zbyt duża, gdyż pędzący już dłuższy czas kawalerzyści utracili spoistość szyku i tym samym siłę uderzenia. Obserwujący z uwagą szarżę Wellington nakazał wycofanie jazdy na pozycje wyjściowe, ale w zgiełku bitewnym nie było słychać nawołujących do odwrotu trębaczy.
Tymczasem dywizja gen. Durutte’a, która znalazła się na tyłach szarżujących Anglików w rejonie Papelotte, rozpoczęła ostrzał dragonów. Jednocześnie od frontu na zdezorientowanych Brytyjczyków uderzyło 19 wyborowych szwadronów lekkiej jazdy gwardii ze „Szwadronem Elby” pod Jerzmanowskim na czele, wycinając bezładnie miotających się dragonów. Sytuacja ciężkiej jazdy brytyjskiej, która nie otrzymała żadnego wsparcia, stała się beznadziejna.
Najbliżej rejonu, w którym walczyły formacje ciężkiej jazdy, były brytyjskie brygady kawalerii generałów Vandeleura i Viviana. Pierwsi na pomoc ruszyli ludzie Vandeleura, którzy szerokim łukiem ominęli obsadzony przez Francuzów rejon Papelotte, jednak nim zdołali udzielić wsparcia walczącym kolegom, zostali zaatakowani przez liczącą 700 ludzi brygadę Gobrechta z dywizji gen. Jacquinota. Brytyjscy dragoni nie zdążyli ustawić się frontem do nacierających Francuzów, zostali pobici i zmuszeni do odwrotu. Po porażce brygady Vandelura do akcji weszła konnica Viviana, ale dostała się pod ogień francuskiej artylerii, a zaraz potem zderzyła się w panice z wycofującymi się ludźmi Vandeleura. Na tym zakończyła się szarża ciężkiej kawalerii brytyjskiej.
Efekt jej szarż był tragiczny dla obu stron. Francuskie prawe skrzydło na pewien okres straciło spoistość i dopiero po pewnym czasie udało się odtworzyć rozbite dywizje. Anglicy natomiast utracili znaczną część jazdy: dwie najlepsze brygady zostały niemal zniszczone, a dwie następne poniosły znaczne straty. Poświęcenie to nie poszło jednak na marne: udało się powstrzymać atak korpusu d’Erlona, utrzymać pozycję na lewym skrzydle i – co więcej – nadejście armii Blüchera było coraz bliższe.

### Początek końca
Gen. Reille podjął nową próbę zdobycia zameczku Hougoumont, gdy obie strony zbierały po wschodniej stronie szosy brukselskiej rozbite po szarżach ciężkiej kawalerii oddziały. Do ataku ruszyły wszystkie trzy dywizje II Korpusu: dywizje Hieronima i Foya uderzyły wprost na Hougoumont, a dywizja Bachelu miała przeprowadzić odciążający atak na farmę La Haye Sainte.
W armii brytyjskiej, szczególnie w jednostkach cudzoziemskich, zaczęły pojawiać się pierwsze sygnały demoralizacji, niektóre oddziały rozpoczęły nawet wycofywać się z zajmowanych pozycji. Książę Wellington swoim spokojem próbował dodawać żołnierzom otuchy w tych ciężkich chwilach. Liczył na nadejście Prusaków, lub – w ostateczności – na nadejście nocy („Give me Blücher or give me Night”), która pozwoliłaby na bezpieczny odwrót. Jednak była dopiero godzina 15, a on musiał odeprzeć kolejny atak Francuzów.
Atak II korpusu rozpoczął się silnym ostrzałem artyleryjskim, który podpalił nietknięte do tej pory drewniane zabudowania Hougoumont. Pod osłoną artylerii dywizje Hieronima i Foya dotarły do zagajnika i rozpoczęły jego oczyszczanie. Wellington wiedział, że załoga nie utrzyma się długo w płonących zabudowaniach, więc wysłał jej na pomoc 2. batalion 3. pułku gwardii pieszej dowodzony przez płk. Hopburna. Gwardziści razem z obrońcami zdołali odeprzeć atak Francuzów i rozpoczęli spychanie przeciwnika na skraj lasku.
Tymczasem dywizja gen. Bachelu osiągnęła farmę La Haye Sainte, ale celny ogień angielskiej artylerii i gęsty ogień obrońców zatrzymały dywizję. Marsz. Ney, widząc kłopoty żołnierzy gen. Bachelu, postanowił wesprzeć ich uporządkowaną już dywizją gen. Donzelota. Dywizja ta szybko pokonała przestrzeń dzielącą ją od farmy i zaatakowała bramę główną.
Między godziną 15.30 a 16 Ney postanowił ulżyć skrwawionym dywizjom piechoty i przygotował potężne uderzenie jazdy, w którym miało wziąć udział 26 szwadronów kirasjerów. Brygady Omptedy, Kielmannsegga, von Krusego i Halketta sformowały czworoboki (również 26) i oczekiwały przeciwnika. Fala kilku tysięcy francuskich kirasjerów wpadła w przerwy między czworobokami, szukając słabych punktów, ale wszędzie napotykała na las bagnetów. Walka była bardzo zaciekła, obie strony poniosły ciężkie straty, w tym także polscy szwoleżerowie. Jerzmanowski został ranny. Pod naporem jazdy niektóre czworoboki zachwiały się, lecz lord Uxbridge wysłał im na pomoc resztki swojej jazdy, opanowując w ten sposób sytuację.
Atak kirasjerów odciągnął uwagę od farmy i umożliwił dywizjom gen. Bachelu i gen. Donzelota atak na bramę główną. Brama wytrzymała impet uderzenia. Mjr Baring nie ograniczył się do obrony, ale wysłał dwie lekkie kompanie do ogrodu, lecz po ciężkiej walce zostały one kompletnie zniszczone. Próby zdobycia farmy dobiegły końca z chwilą odejścia kirasjerów, którzy po wielu próbach przełamania angielskich pozycji wrócili zdziesiątkowani na pozycje wyjściowe. Nie powiodła się również próba zdobycia Hougoumont. Krwawe walki toczono o każdy metr terenu, aż w końcu Brytyjczykom udało się wyprzeć Francuzów na skraj lasku.
Była godzina 16.30, a w położeniu obu armii nie było widać większych zmian. Cesarz był wściekły na Neya, który bez jego zgody wysłał do boju cały korpus jazdy Milhauda i nie osiągnął powodzenia. „On nas kompromituje, zupełnie jak pod Jeną!” – krzyczał. Mimo gniewu Napoleon postanowił wesprzeć marszałka świeżymi jednostkami jazdy, sądząc, że armia angielska jest bliska załamania. Do ataku miał ruszyć korpus Kellermanna, składający się z dwóch pułków dragonów, dwóch pułków karabinierów i czterech pułków kirasjerów. Jednak w tym momencie dowódcy francuscy popełnili szereg błędów, gdyż zaraz za Kellermannem poszła (bez rozkazu) ciężka jazda gwardii Guyota, a za nią korpus Milhauda, który pociągnął za sobą lekką jazdę gwardii. W sumie na czworoboki angielskie natarło ponad 15 000 jeźdźców. Kirasjerzy, karabinierzy, dragoni, lansjerzy i strzelcy konni wpadli w luki między czworobokami i po raz kolejny próbowali zgnieść opór armii Wellingtona. Nie dali rady. Brygady brytyjskiej piechoty poniosły duże straty, ale szyki zostały utrzymane, a wszystkie szarże odparte.
Dużo gorzej wiodło się Wellingtonowi w centrum. Dywizje gen. Bachelu i gen. Donzelota bezustannie naciskały na obrońców farmy La Haye Sainte. Gdy żołnierze mjr Baringa wystrzelali całą amunicję, ich dowódca dał rozkaz do odwrotu. Po godzinie 18 na teren farmy wdarła się francuska piechota. Książę Orański nie chciał się pogodzić z utratą farmy i wysłał do kontrataku brygadę płk. Omptedy. Pułkownik, widząc bezsens rozkazu, najpierw odmówił, ale w końcu uległ i poprowadził swoich ludzi do natarcia. Atak skończył się, gdy jeden z batalionów został rozniesiony przez francuskich kirasjerów, a drugi zawrócił na pozycje wyjściowe. W czasie ataku poległ płk. Ompteda. W chwilę późnej również książę Orański został ranny i zniesiony z pola bitwy.
Lord Uxbridge raz jeszcze próbował wesprzeć piechotę i posłał jej na pomoc liczącą 1237 szabel brygadę niderlandzkich karabinierów Tripa. Pułki prezentowały się wspaniale, ale nie miały większej ochoty do walki, co natychmiast wykorzystali kirasjerzy, rozbijając je i odrzucając aż do Mont Saint Jean. Brygada Tripa straciła czwartą część ludzi i nie była już w stanie podjąć tego dnia żadnej akcji zaczepnej. Po porażce niderlandzkich karabinierów lord Uxbridge wysłał do boju hanowerską brygadę huzarów płk. Estorffa. Szarża huzarów zakończyła się fatalnie, gdyż brygada została niemal unicestwiona przez francuskich kirasjerów, a jej resztki w popłochu opuściły pole bitwy. Niektórzy żołnierze dotarli do samej Brukseli, szerząc plotki o zagładzie armii koalicyjnej i nadciągających Francuzach.
O godzinie 18.30 nastąpiła chwilowa przerwa w działaniach. Obie armie poniosły ogromne straty, a bitwa była wciąż nierozstrzygnięta. Armia angielska stopniała do połowy stanu z godziny 11. Największe straty poniosła piechota pierwszej linii i ciężka kawaleria. Niektóre bataliony poniosły straty sięgające aż 70% stanów wyjściowych. Również Francuzi mieli mocno wykrwawioną piechotę, zużyte odwody kawalerii i prawie żadnych rezerw.
Towarzysząca przerwie w boju cisza zwróciła uwagę żołnierzy obu stron na narastający huk dział i palbę karabinową od południowego wschodu, daleko na prawym skrzydle francuskim. Tam od półtorej godziny nacierał IV Korpus pruski Bülowa.

### Prusacy
Bülow miał 25 381 piechoty, 3081 kawalerii i 88 dział. Awangardę korpusu stanowił 2 Pułk Huzarów Śląskich, który już o godzinie 13 nawiązał kontakt z konnicą angielską, ale reszta korpusu Bülowa była jeszcze daleko. Huzarzy zajęli zachodni skraj Lasu Paryskiego i oczekiwali nadejścia sił głównych, które o godzinie 17 minęły Saint Lambert i skierowały się ku Lasne. Od tej miejscowości trasa wiodła przez Las Paryski, co bardzo spowalniało marsz.
Napoleon do osłony prawego skrzydła wyznaczył 3. dywizję strzelców konnych gen. Domona, do której po pewnym czasie dołączyła dywizja jazdy gen. Subervie. Gdy obie dywizje zostały ostrzelane przez pruską artylerię i tyralierę, która zatrzymała się 100 metrów od skraju lasu, Francuzi postanowili zaatakować. Szarża nie powiodła się, ponieważ pruscy tyralierzy schronili się w lesie, a francuska jazda została ostrzelana z dział ukrytych za drzewami. Siły pruskie z każdą chwilą były coraz większe.
Około godziny 17 cesarz wysłał przeciw Prusakom VI Korpus gen. Lobau. Francuzi bronili dostępu do Plancenoit, ale przewaga Prusaków rosła i w końcu Lobau zaczął tracić zdobyty teren. Gdy około godziny 18 Prusacy mieli już trzykrotną przewagę w ludziach, Lobau wysłał do Napoleona gońca z prośbą o posiłki.
Cesarz nie chciał oddać Prusakom Plancenoit. Sama miejscowość nie miała większego znaczenia, ale chodziło o uwikłanie Bülowa w krwawe walki uliczne, by zdobyć w ten sposób czas na rozbicie armii Wellingtona. Do Plancenoit cesarz wysłał więc Młodą Gwardię – 4500 ludzi pod dowództwem gen. Duhesme’a. Zgodnie z przewidywaniami cesarza doszło do ciężkich walk ulicznych, w wyniku których Francuzom udało się odbić miejscowość. Bülow nie dawał jednak za wygraną, pozbierał swoich ludzi i ponownie wdarł się do Plancenoit. W tej sytuacji Napoleon przygotował kolejny atak: do natarcia na Prusaków uszykowała się gwardia cesarska. Gwałtowny atak dwóch świeżych gwardyjskich batalionów rozbił IV korpus Bülowa i odrzucił go na 600 metrów od zabudowań.
Dochodziła godzina 19.00. Napoleon postanowił podjąć ostatni atak na pozycje Wellingtona. Jednak zanim to nastąpiło, około 19.30 na pole bitwy przybył I Korpus pruski von Zietena i z marszu wszedł do walki, wypełniając lukę między lewym skrzydłem armii brytyjskiej a korpusem Bülowa. Przybycie świeżych sił pruskich dodało animuszu coraz bliższym rejterady żołnierzom armii brytyjskiej, a Wellington, który nie musiał się już martwić o swoje lewe skrzydło, zaczął koncentrować się na obronie skrzydła prawego, gdzie spodziewał się ataku Gwardii Cesarskiej.

### Ostatni atak Gwardii
Wellington nie dysponował już świeżymi siłami, więc przerzucił z lewego skrzydła jazdę Viviana i Vandelura. Miała być odwodem. W pierwszej linii książę polecił stanąć gwardyjskim brygadom Bynga i Maitlanda oraz brygadzie piechoty liniowej Halketta. W przerwach między brygadami stanęła lekka jazda Granta i Dörnberga. Na prawo od tego ugrupowania stanęły brygady Adama, Mitchella i Chassè'go, a z tyłu brygady płk. du Plata i gen. d’Aubremé. Na lewo od ugrupowania głównego stały resztki brygad Kielmannsegga, Omptedy i von Krusego wspierane przez resztki kawalerii. Po drugiej stronie szosy stała brygada Lamberta, a za nią krańcowo wyczerpane brygady Kempta, Bylandta, Packa, Besta, Winckego i brygada sasko-weimarska. Dalej stali Prusacy z I Korpusu von Zietena. Obrona prawego skrzydła została dodatkowo wzmocniona wszystkimi dostępnymi rezerwowymi bateriami artylerii.
Gwardia cesarska weszła do akcji po 19.30. Miała zaatakować w dwóch kolumnach ugrupowanie angielskie między Hougoumont i La Haye Sainte. Korpusy Reille’a i d’Erlona miały wiązać resztę sił angielskich i pruskich, co miało umożliwić gwardii dotarcie bez strat do głównych sił angielskich i rozbicie ich potężnym atakiem na bagnety. Napoleonowi chodziło o uchwycenie skraju lasu Soignes i rozbicie Wellingtona na oczach żołnierzy pruskich. Cesarz ciągle wierzył, że za plecami Prusaków pojawią się wojska marsz. Grouchy’ego i z ich pomocą rozbije także armię Blüchera.
W czasie przemarszu gwardii z rejonu farmy La Belle Alliance na pozycje wyjściowe do ataku działania na pozostałych odcinkach frontu nie traciły na sile. Dywizje Hieronima Bonapartego, Foya i Bachelu cały czas próbowały zdobyć Hougoumont, a dywizje korpusu d’Erlona walczyły z lewym skrzydłem angielskim i korpusami pruskimi. Front armii francuskiej załamywał się w okolicach Papelotte pod kątem prostym, a przybycie korpusu von Zietena spowodowało, że armia francuska znalazła się w położeniu środkowym.
Napoleon podprowadził bataliony gwardii w kierunku farmy La Haye Sainte i po 400 metrach przekazał dowodzenie Neyowi. Marszałek poprowadził oddziały w kierunku północno-zachodnim, a następnie – już pod ogniem – na północ, wprost na brygady Adama i Mitchella. Gdy Francuzi wspięli się na wzniesienie, w odległości 70 m ujrzeli samotną baterię artylerii. Kanonierzy angielscy oddali salwę z sześciu dział, którym zawtórowały kolejne baterie. W tej samej chwili Wellington wydał brygadzie Maitlanda rozkaz ataku. Ludzie Maitlanda oddali salwę i runęli na kolumnę gwardzistów.
Pierwszy w szyku batalion gwardii od samego ostrzału poniósł ogromne straty, a uderzenie piechoty angielskiej na bagnety spowolniło i następnie zatrzymało atak. Gdy toczyła się zażarta walka pomiędzy gwardzistami obu armii, Wellington nakazał atak kompaniom lekkiej piechoty trzech pułków (52. Oxfordshire, 71. Glasgow Highland i 95. Rifles), które były ukryte w zbożu po lewej stronie Francuzów. Gwałtowny i zupełnie niespodziewany ogień setek karabinów wstrząsnął batalionami gwardii cesarskiej, która mimo nawoływań Neya nie mogła ruszyć z miejsca, a po chwili zaczęła się wolno cofać.
Atak żołnierzy z brygad Maitlanda i Adama, który powstrzymał marsz gwardii, był przełomowym momentem bitwy pod Waterloo. Na pozostałych odcinkach frontu armia francuska miała coraz większą przewagę. Lewe skrzydło wojsk angielskich chwiało się, nie mogąc już wytrzymać nierównego boju, a brygady Omptedy, Kielmannsegga i von Krusego w ostatniej fazie bitwy straciły ochotę do walki i zaczęły paniczny odwrót na północ.

### Klęska
Gdy centrum armii Wellingtona zaczęło ustępować, co chwilami przypominało paniczną ucieczkę, i wydawało się, że bitwa dla Brytyjczyków jest już przegrana, wzdłuż lewego skrzydła francuskiego przebiegł krzyk: „Gwardia ustępuje!” (franc. La Garde recule!). Wieść ta lotem błyskawicy rozeszła się po całej cesarskiej armii. Odwrót gwardii i coraz silniejszy nacisk korpusów pruskich stały się przyczyną zachwiania wojsk francuskich, co wkrótce przemieniło się w niczym nieopanowaną ucieczkę korpusów piechoty, a potem także szwadronów jazdy.
Kilka minut po 21 Wellington wydał rozkaz generalnego szturmu na cofających się Francuzów i sam jako pierwszy rzucił się do ataku. Wyrównane walki toczyły się tylko w rejonie Plancenoit, gdzie Lobau wraz z młodą gwardią walczył z Bülowem i Pirchem, ale i on musiał w końcu rozpocząć odwrót. Francuzi próbowali jeszcze zorganizować opór na wysokości farmy La Belle Aliance, ale atak brygady Adama całkowicie ich rozbił. Jedynie gwardia cesarska nie uległa powszechnej panice i cofała się w porządku. Jeden z batalionów gwardii (1 batalion 1 pułku strzelców pieszych gwardii gen. Cambronne’a) został otoczony, ale odmówił poddania się. Na wezwanie do złożenia broni Cambronne odparł „Gwardia umiera, ale nie poddaje się!”. Chwilę po tym batalion rozniesiono salwami artylerii.
Wyczerpana całodniową walką armia angielska nie podjęła pościgu i rozpoczęła przygotowania do zasłużonego odpoczynku. Korpusy pruskie ścigały Francuzów przez całą noc i przed nadejściem świtu osiągnęły granice Francji.

## Rezultaty bitwy pod Waterloo
Niedługo po klęsce pod Waterloo Napoleon powtórnie został zmuszony do abdykacji i – jako brytyjski więzień – został zesłany na wyspę Świętej Heleny, gdzie spędził ostatnie lata swego życia. Jeszcze przed bitwą władcy zwycięskich mocarstw zebrali się w Wiedniu na kongresie, by ustalić losy Europy na następne sto lat. Klęska Napoleona przypieczętowała ich postanowienia.